# Dermatofitija telesa
Dermatofitija telesa ali tinea corporis je glivična okužba kože trupa ali okončin (izvzemši stopala, dimlje in dlani), ki jo povzročajo dermatofiti. Tipična klinična slika predstavlja okrogla ali policiklična, ostro omejena pordela žarišča na koži, z luščenjem ob robu in centralnim usihanjem.

## Znaki in simptomi
Dermatofitija telesa se pojavlja v različnih oblikah, najpogosteje pa jo spremljajo okrogla pordela žarišča na koži trupa in okončin, pri katerih začne rdečina usihati v središčih. Takšna glivična žarišča se lahko pojavijo tudi na drugih predelih telesa; lahko prizadenejo lasišče (dermatofitija glave), brado (dermatofitija brade) ali dimlje (dermatofitija dimelj).
Drugi značilni simptomi dermatofitije telesa so še:
- robovi žarišč so privzdignjeni in hrapavi,
- koža, ki obdaja okužena žarišča, je lahko suha in luskasta,
- skoraj vedno v prizadetih žariščih odpadejo telesne dlake.

## Vzroki
Dermatofitijo telesa povzročajo glivice iz skupine dermatofitov. Gre za drobnoživke, ki normalno naseljujejo kožno mikrofloro, v določenem trenutku pa lahko povzročijo okužbo.
Bolezen se lahko prenaša med ljudmi z neposrednim stikom s prizadetimi predeli kože bolnika. Pogost je tudi prenos okužbe iz živali na človeka, na primer prenos med ljubkovanjem okuženih domačih živali (psov, mačk); bolezen pa lahko prenašajo tudi druge živali (konji, prašiči, domače govedo, dihurji). Do prenosa lahko pride tudi z uporabo okuženih osebnih predmetov, kot so športna oprema, predmeti za osebno nego, posteljnina, krateče za lase ...

## Preprečevanje
Ker glivice uspevajo v toplih in vlažnih razmerah, je za preprečevanje okužbe bistveno ohranjanje suhe kože in preprečevanje stika z okuženimi predmeti. Med najpomembnejše previdnostne ukrepe spadajo:
- umivanje rok po stiku z živalmi, prstjo ali rastlinami,
- preprečevanje neposrednega stika s prizadetimi žarišči na bolnikovi koži,
- nošnja ohlapnih oblačil,
- upoštevanje dobrih higienskih ukrepov po sodelovanju v športnih dejavnostih, kjer prihaja do stika z drugimi ljudmi.

## Zdravljenje
Pri blažjih oblikah bolezni se lahko uporabljajo zdravila za samozdravljenje v obliki krem, losjonov ali gelov, ki vsebujejo lokalne antimikotike, na primer imidazol, ciklopiroks, naftifin, terbinafin ... Zdravilo je treba nanesti na prizadeto omočje dvakrat dnevno in ga uporabljati vsaj 7 do 10 dni po izginotju lezij na koži, običajno 2 do 3 tedne. Pri hujši obliki okužbe je potrebno sistemsko zdravljenje, na primer z itrakonazolom ali terbinafinom.

## Prognoza
Dermatofitija telesa je zelo nalezljiva in se lahko zlahka prenese na druge člane gospodinjstva. Treba je upoštevati ukrepe za zmanjšanje tveganja za prenos okužbe na druge. Če ima bolnik na domu domače živali, je priporočljiv pregled pri veterinarju. Okužba je lahko za bolnika neprijetna, vnedar pa se pri bolnikih z neokrnjenim imunskim sistemom zlahka prepreči ali ozdravi.